# 案内神社
案内神社（あんないじんじゃ）は、徳島県阿波市吉野町柿原に鎮座する神社である。

## 歴史
創建は不詳。祭神は猿田彦神を祀っているが、寛保年間（1741年-1744年）の「改神社帳」には案内宮の名で掲載され、藤原親家（近藤親家）の霊を祀っていると記されている。
1185年（寿永4年）に源義経が平氏を追って阿波へ上陸した際、父の西光を平清盛に殺害され平氏に対して恨みを持っていた藤原親家が義経に道案内をし、平氏が警戒していた海側からではなく屋島の背後からの攻撃を可能とした。
祭神の猿田彦命は、天孫降臨の道案内をつとめた。
これらにちなんで案内神社との社号となったとされる。
境内の大クスは1958年（昭和33年）に徳島県の天然記念物に指定された。

## 祭神
- 猿田彦神
- 藤原親家

## 交通
- JR徳島線鴨島駅下車、車で約10分。